# Ca l'Albert (Sant Feliu de Buixalleu)
Ca l'Albert és una masia de Sant Feliu de Buixalleu (Selva) inclosa a l'Inventari del Patrimoni Arquitectònic de Catalunya.

## Descripció
Masia aïllada situada al barri de Gaserans, dins el municipi de Sant Feliu de Buixalleu.
La masia, consta de planta baixa i pis, i es troba en un terreny desnivellat. Té la coberta a doble vessant desigual. Annex hi ha una edificació que es fa servir com a garatge.
A la planta baixa de la masia, hi ha la porta d'entrada principal, a la dreta una altra porta (al costat d'aquesta hi ha una petita obertura), i a l'esquerra una finestra. La porta d'entrada és en arc escarser, amb llinda de pedra. La finestra de l'esquerra, té llinda, brancals i ampit de pedra, i té una reixa que la protegeix.
Al pis, hi ha tres finestres de diferents mides. Totes tenen ampit, brancals i llinda de pedra. La de l'esquerra és d'estil gòtic. La de la dreta té una incisió a la llinda imitant un arc conopial.
Els murs són de maçoneria. La façana està arrebossada i pintada de color salmó.
Al davant de la masia hi ha l'antiga era.

## Història
Els actuals propietaris creuen que la masia és molt antiga (segle xi), tot i que els elements més antics conservats no són anteriors al segle xv (finestres gòtiques). L'altra dada coneguda és la referència de la casa en un document del 1388 ("El 25 de gener de 1388, aprovà els precaris del mas Albert i del mas Draper, ambdós de Gaserans"), recollit a l'estudi de J. Coll.
Per les múltiples dependències que encara conserva la masia (corts, pallisses, corrals, coberts, quadres, etc.) i per les dimensions del conjunt, sembla que temps enrere la producció agrícola-ramadera no anava únicament enfocada cap a la producció domèstica, sinó cap a una comercialització intensiva de l'excedent. Actualment, en no tenir aquesta funció, les dependències es troben quasi en ruïna i l'edifici també es troba en mal estat de conservació.